# Gerhard Tucholski

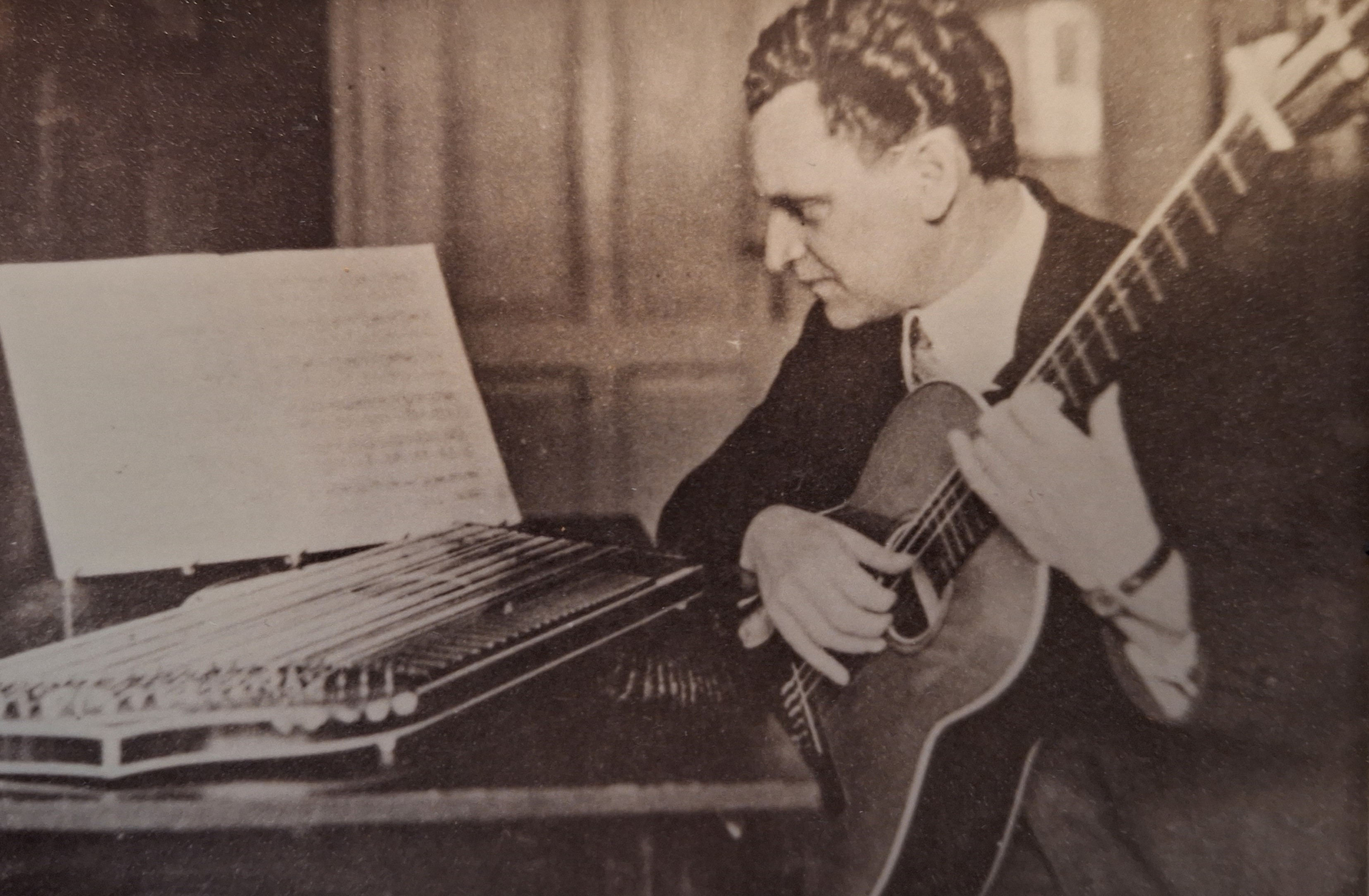
Gerhard Tucholski mit Gitarre (Foto um 1925)

Gerhard Tucholski (* 30. Juni 1903 in Konitz, Westpreußen; † 31. Oktober 1983 in Berlin) war ein deutscher Gitarrist, Lautenist, Komponist und Musikpädagoge.

## Leben
Tucholski wurde als Sohn eines Zollsekretärs geboren. Er studierte in Berlin Gitarre bei Heinrich Jordan (1877–1935), Laute bei Hans Neemann (1901–1943) und Flöte. Als Gitarren- und Lautensolist spielte er in Deutschland, der Schweiz, Österreich und Italien. In einem Konzertbericht von 1928 in Berlin wird er als „junger Architekt“ bezeichnet; es ist nicht bekannt, ob er in diesem Beruf gearbeitet hat. Am 5. Februar 1929 gab er ein Solokonzert in Borna mit u. a. Werken von Fernando Sor (Mozart-Variationen), Francisco Tárrega (Alhambra), Isaac Albéniz (Asturias) und Johann Sebastian Bach (Präludium und Bourrée). Dazu hebt der Musikkritiker hervor: „Hier ist der Gitarre ein Meisterspieler entstanden, der durch die hypnotische Kraft seiner Vortragskunst, seiner Anschlagsnuancen wie seines reifen technischen Könnens überhaupt die Hörer in seinen Bann zwingt.“ Bei einem Musikabend der Vereinigten Staatsschulen für freie und angewandte Kunst im März 1930 bot Gerhard Tucholski mit seinen Gitarrensoli „angesichts der Schwierigkeit des Instruments, des Ernstes und der Verinnerlichung seiner Spielweise für Berlin ganz Außerordentliches“. 1932–1949 war er Mitglied (2. Terzgitarre) im Berliner Gitarrenquartett von Bruno Henze (Quintbassgitarre, Arrangements) –  zusammen mit Willi Schlinske (1. Terzgitarre), Erich Bürger (Primgitarre). Sie spielten Konzerte und machten viele Rundfunkaufnahmen.  Er lehrte an der Musikschule im Prenzlauer Berg. Mehrere seiner Bearbeitungen für Gesang und Gitarre, Gitarre solo, Gitarrenduo und Gitarrentrio veröffentlichte er in sechs Heften beim Apollo-Verlag Paul Lincke Berlin: Russische Volksmusik, Singende Muse an der Pleiße (Sperontes), Klassische Melodien, Latin Music I und II und Südamericana. Diese Ausgaben sind heute beim Musikverlag Schott Music verfügbar.
Er lebte mit seiner Frau, der Malerin Hildegard Tucholski, in bescheidenen Verhältnissen. Sie lernten sich an der Akademie der Künste kennen und heirateten 1935 gegen den Widerstand seines Schwiegervaters. Zeitweilig nahm sie sein Bruder, der Grafiker und Maler Herbert Tucholski, im Atelierhaus in der Klosterstraße in Berlin auf. 1942 kam die gemeinsame Tochter Anette zur Welt und die Familien näherten sich wieder an. Später zogen sie ins elterliche Haus nach Falkensee und 1952 übersiedelten sie nach West-Berlin, wo er an der Musikschule Wilmersdorf lehrte. Beim Sender RIAS war er schon seit der Gründung im Jahre 1946 tätig. In der legendären Kindersendung „Onkel Tobias“, die 1947–1972 im RIAS ausgestrahlt wurde, spielte er die Gitarre, während die Zuhörer im Glauben gelassen wurden, dass Onkel Tobias (das war der Schauspieler Fritz Genschow) selbst die Gitarre spielte, die er „Friederike“ nannte. Außerdem spielte Tucholski in einigen Hörspielen des RIAS die Gitarre bzw. die Laute, z. B. in Franz Schubert. Drei Bilder aus dem Leben des Komponisten (3 Teile, 1947), Ingeborg (von Curt Goetz, 1948) und Amtliche Schaumschlägerei oder Zehn Eier amtlich zu Schaum geschlagen (von Elli Tschauner, 1950); in dem Hörspiel Cymbelin spricht er einen Musiker.
1973 zog er mit seiner Frau nach Witzenhausen, wo er weiter Gitarre unterrichtete. Ein Jahr vor seinem Tod holte ihn seine Tochter nach Berlin zurück. Die Tucholskis standen zeitlebens in freundschaftlichem Verhältnis zu Käthe Kollwitz. Katrin Rheinländer-Mix, Enkeltochter des Künstlerehepaares Hildegard und Gerhard Tucholski, verwaltet und bewahrt den Nachlass.